# オクターヴ・シャヌート

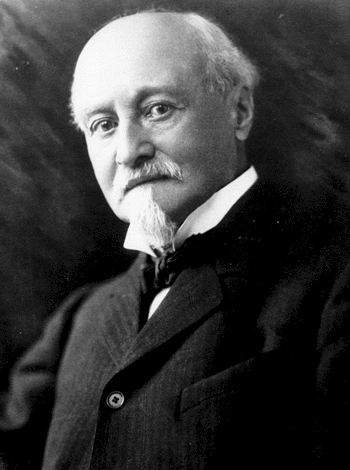
オクターヴ・シャヌート

オクターヴ・シャヌート（Octave Chanute、1832年2月18日-1910年11月23日）はフランス系アメリカ人の土木建築（鉄道）技術者。航空技術のパイオニアでもある。現代ではむしろ後者として有名。彼自身は動力を備えた飛行機を作らなかった（協力者のオーガスタス・ヘリングは作っている）が、1890年代にグライダーの実験で一定の成果を挙げ、他の研究者へ影響を与えた。ライト兄弟とも親交があった。
アメリカ合衆国のカンザス州南東部には、彼にちなんだ同名の小都市シャヌート（Chanute ）が存在する。
日本語表記はフランス語式の発音に準じて「シャニュート」とも。

## 飛行の研究
シャヌートが最初に航空機に興味を抱いたのは、1875年にヨーロッパを訪問したときだった。その後 アルフォンス・ペノーやオットー・リリエンタールに触発されて、建築技師の仕事を退いてから自らも飛行の研究を始めたのは60代になってからのことだった。当時（1880年代末）、ペノーは故人だったがリリエンタールは生きていて活動中であり、シャヌートと手紙のやりとりをしている。
飛行機開発におけるシャヌートの指向は「空中での安定性向上を優先すること」であり、そのためにグライダーで実地に滑空を繰り返した（もちろん高齢であるシャヌート自身がグライダーに搭乗したという記録は見当たらない）。これはリリエンタールの流れを汲む路線であり、サミュエル・ラングレーやクレマン・アデールの「動力による離陸を第一とする」路線とは対立するものであった。
シャヌートは当時の世界の飛行機実験家から可能なデータをすべて収集した。1891年から1893年にかけて雑誌にこれを連載したのち、1894年にはこの内容をまとめた書籍『飛行機械の進歩』"Progress in Flying Machines"を発表した。この本は世界で初めて航空研究についてまとめられた書籍であり、数年後、ライト兄弟にも読まれた。
また、1893年のシカゴ万国博覧会では、航空機の航法に関する国際会議を主催して成功させた。
グライダーの実験は1896年、シカゴに近い、ミシガン湖畔の砂丘で始められた。オーガスタス・ヘリングやウィリアム・アヴェリー（William Avery ）ら、より若い飛行機研究者との共同作業で、実際に搭乗したのはヘリングとアベリーであった。シャヌートのグライダーと言えば長方形の翼をした複葉機・三葉機（これらはシャヌート＝ヘリング型と呼ばれる）が有名だが、初期に使われた機体は単葉機や多翼機であった。これらはいずれもリリエンタールのものにヒントを得て作られたハンググライダーであり、建築技師としての経験が活かされた堅牢な構造をしていた。このグライダー実験の経験から、シャヌートは重量の増加を伴わずに揚力を増やすには、複数の翼を積み重ねることだと確信した。
彼のグライダーは約2,000回の滑空を安全に行なった。シャヌートはこれらの業績によりアメリカの航空（グライダー）界で指導者的な地位についた。
シャヌートは多くの初期の飛行機研究家と文通があった。その相手には、ガブリエル・ヴォアザン、ジョン・J・モンゴメリ、ルイ・ブレリオ、アルベルト・サントス・デュモンらがいる。1897年にはイギリスのパーシー・ピルチャーと文通を開始し、ピルチャーは後にシャヌートのアイディアを元に三葉機を製作するが、飛行試験を行なう前にグライダー事故で死亡した。

## ライト兄弟との関わり
一部の資料によると、兄弟に「可動な翼面による機体のコントロール」を薦めたのはシャヌートだという。彼をライト兄弟の師匠格とみなす意見も存在したが、最近では盛んでない。
1896年、研究を始めたライト兄弟はスミソニアン協会から推薦図書のリストを受け取ったが、その中にはラングレー、リリエンタールとともに『飛行機械の進歩』が入っていた。1900年の春、ウィルバー・ライトは1号グライダーの実験を行なうにあたってシャヌートに相談の手紙を出している。1900年から1901年にかけての冬、シャヌートは、2号グライダーの製作中であったライト兄弟の元を訪れた。その時彼は金銭的な援助を申し出たが兄弟は頑として受け入れなかったという。1902年、3号グライダーの実験を終えたウィルバーを、シャヌートはシカゴの「西部技術者協会」に講演者として招いた。1903年の秋（春？）、シャヌートはキティホークへ赴き兄弟のキャンプに一週間滞在した。ライト・フライヤー1号はその時プロペラ軸の修理中であった。その後、兄弟の成功を待たずしてシャヌートはフランスに渡り、兄弟の研究に関する講演を行なった。ただしこの講演は兄弟の了承がないものであり、これ以降ライト兄弟とシャヌートの仲は悪化したらしい。この対立の根は、兄弟が飛行機の技術を特許で保護しようと考えていたのに対し、シャヌートは飛行機に関心を抱く者には自らの知識を自由に広めており、他の飛行機研究者にもそうした態度を期待していたためであった。シャヌートが亡くなった際、兄弟との対立は解けていなかったが、兄であるウィルバー・ライトは哀悼の言葉をシャヌートに寄せている。

## 略年表
- 1832年2月18日 - フランスのパリにて生まれる。
- 1838年の秋 - 両親とともにアメリカのニューヨークに移住（6歳）。
- 1853年-1883年 - 鉄道技術者として働く。鉄橋を専門とした。
- 1889年ごろ - 飛行の研究を始める。
- 1894年 - 著書『飛行機械の進歩』"Progress in Flying Machines"が刊行される。
- 1896年 - グライダーの実験を始める。
- 1903年（12月以前） - パリでライト兄弟に関する講演をする。
- 1910年11月23日 - アメリカのシカゴで没。78歳。